# باشگاه فوتبال لوستوفت
باشگاه فوتبال لوستوفت (به انگلیسی: Lowestoft Town Football Club) یک باشگاه فوتبال در شهر لوستوفت، کشور انگلستان است که در سال ۱۸۸۷ میلادی تأسیس شده‌است.